# Hippolyte Boulenger
Hippolyte Emmanuel Boulenger (n. 3 decembrie 1837, Tournai, Valonia, Belgia – d. 4 iulie 1874, Brussel, Comunitatea Francofonă din Belgia⁠(d), Belgia) a fost un pictor peisagist belgian influențat de școala franceză de la Barbizon, considerat a fi „Corot belgian”.

## Biografie
Hippolyte Boulenger s-a născut din părinți francezi la Tournai în 1837. Și-a petrecut tinerețea la Tournai și a locuit la Paris între 1850 și 1853, unde a studiat desenul. În 1853, după ce a devenit orfan, a plecat la Bruxelles pentru a lucra la un atelier de design. Seara, a studiat la Académie Royale des Beaux-Arts⁠(d) cu Joseph Quinaux⁠(d), pictor peisagist.
În 1863 l-a cunoscut pe portretistul Camille van Camp⁠(d), care a devenit mentor și mecena. A expus primul tablou la Salonul de la Bruxelles în același an. Boulenger s-a dus la Tervuren în 1864 și a chemat în jurul lui un grup de pictori adunați acolo, School van Tervuren, o versiune belgiană a școlii de la Barbizon, în cadrul căreia a devenit artistul principal. La acea vreme, modelul său principal era Jean-François Millet, deși opera sa ulterioară a fost mai apropiată de cea a lui Corot. Până în 1866, era faimos în cercurile artistice belgiene.
S-a căsătorit în 1868 și s-a mutat la Zaventem, dar s-a întors la Tervuren în 1870. Acești ani au fost perioada lui cea mai bună și cea mai fructuoasă, un exemplu fiind pictura De oude Haagbeukdreef. Tervuren, care i-a adus medalia de aur a Salonului de la Bruxelles din 1872. În această perioadă, a călătorit în Belgia și în străinătate, pictând de-a lungul râului Meuse. Sugestia sa a fost cea care a dus la crearea Société Libre des Beaux-Arts, un cerc de artă format din tineri artiști belgieni, printre care Alfred Verwee⁠(d), Félicien Rops⁠(d) și Constantin Meunier⁠(d), cu membri de onoare din străinătate precum Corot și Millet, dar și Honoré Daumier, Gustave Courbet și Willem Maris⁠(d).
Prin 1869, a început să sufere de epilepsie. Cuplat cu abuzul de alcool, acest lucru a dus la o moarte prematură, în 1874, într-un hotel din Bruxelles.

## Lucrări

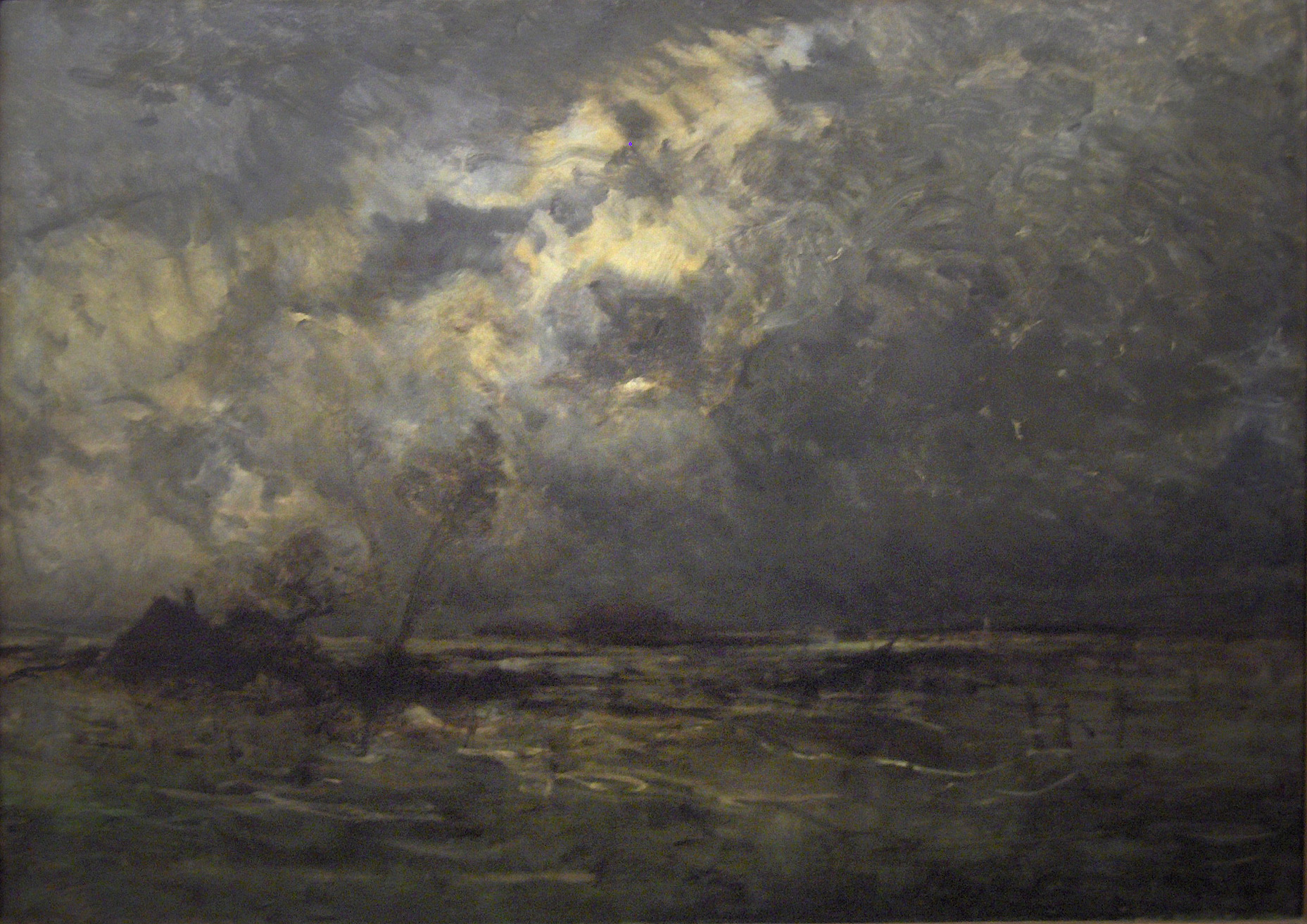
Inundația

- Valea Josaphat la Schaarbeek, 1868, Muzeul Regal de Arte Frumoase, Anvers
- După furtuna de seară, 1869, Muzeul de Arte Frumoase, Gent
- The Inundation, 1871, Muzeele Regale de Arte Frumoase din Belgia, Bruxelles (acest muzeu are o colecție substanțială de lucrări ale lui Boulenger, inclusiv Liturghia de la Saint-Hubert din 1871 [10])